# Woody Guthrie
Woodrow Wilson "Woody" Guthrie (14 tháng 7 năm 1912 – 3 tháng 10 năm 1967) là ca sĩ, nhạc sĩ người Mỹ, nổi tiếng với hàng trăm ca khúc chính trị, mang âm hưởng truyền thống cũng như những sáng tác dành cho trẻ em. Ông thường xuyên trình diễn cùng với khẩu hiệu "This machine kills fascists" ("Cỗ máy này giết chết phát xít") được ghi trên chiếc guitar mộc của mình. Ca khúc nổi tiếng nhất của anh chính là "This Land Is Your Land", ngoài ra còn rất nhiều giai điệu khác được đưa vào Thư viện Quốc hội Mỹ. Rất nhiều nghệ sĩ hậu bối sau này như Bob Dylan, Phil Ochs, Bruce Springsteen, Robert Hunter, Harry Chapin, John Mellencamp, Pete Seeger, Andy Irvine, Joe Strummer, Billy Bragg, Jerry Garcia, Jay Farrar, Bob Weir, Jeff Tweedy, Bob Childers và Tom Paxton đều coi Guthrie là người ảnh hưởng lớn tới sự nghiệp của mình.
Rất nhiều ca khúc của Guthrie là những trải nghiệm cá nhân từ thời kỳ Dust Bowl cũng như Đại khủng hoảng khi anh phải rong ruổi qua nhiều trang trại từ Oklahoma tới California và được học hỏi nhiều ca khúc folk cũng như âm nhạc truyền thống, từ đó giúp anh có được biệt danh "Dust Bowl Troubadour". Cuộc đời của ông gắn liền với Đảng Cộng sản Hoa Kỳ, cho dù thực tế ông không theo bất kỳ đảng phái chính trị nào.
Guthrie kết hôn 3 lần và có tám người con, trong đó có nghệ sĩ nhạc folk Arlo Guthrie. Ông qua đời vì Hội chứng Huntington, một biến thể di truyền từ suy giảm thần kinh. Vào những năm cuối đời, dù gặp nhiều vấn đề sức khỏe, ông vẫn là người đi đầu cho phong trào nhạc folk, tạo niềm cảm hứng lớn cho vô vàn những nghệ sĩ, trong đó có cả vai trò hướng dẫn tới những tượng đài là Ramblin' Jack Elliott và Bob Dylan.
Ca khúc "This Land Is Your Land" của ông  được xếp vào hạng thứ 3 trong danh sách "Songs of the Century" (Bài hát thế kỷ). Ông được trao Giải Grammy Thành tựu trọn đời năm 2000 và vinh danh tại Đại sảnh Danh vọng Rock and Roll. David Carradine đóng vai ông trong phim Bound for Glory dựa trên sách cùng tên là cuốn tự truyện được hư cấu một phần của ông,  được trao  Giải NBRMP cho nam diễn viên chính xuất sắc nhất năm 1976.